# Marigny-Marmande
 Marigny-Marmande ist eine französische Gemeinde mit 605 Einwohnern (Stand 1. Januar 2022) im Département Indre-et-Loire in der Region Centre-Val de Loire; sie gehört zum Arrondissement Chinon und zum Kanton Sainte-Maure-de-Touraine
1832 wurden die Orte Nancré und Pontçay eingemeindet.

## Bevölkerungsentwicklung
| Jahr      | 1962 | 1968 | 1975 | 1982 | 1990 | 1999 | 2007 | 2014 |
| Einwohner | 910  | 853  | 760  | 651  | 600  | 625  | 617  | 574  |

## Sehenswürdigkeiten
- Kirche Saint-Vincent
- Mauer der Burg Mondon
- Burgruine Ardoise